# Château de Bujalance
Le château de Bujalance est un château espagnol situé dans la ville de Bujalance, en Andalousie.
Il fut construit au Xe siècle pendant le califat d'Abd al-Rahman III. Il est un exemple typique de l'architecture militaire d'Al-Andalus. Il a été plusieurs fois modernisé, la dernière en 1512 pour la reine Jeanne de Castille.
Son plan rectangulaire mesure 59 × 51 m. Son nom originel « tour du serpent », dérivé de l'arabe « Bury al-Hans » a influencé le nom de la ville.
En 1963, il a été déclaré bien d'intérêt culturel par le ministère de la Culture. Aujourd'hui, il sert de lieu de représentations théâtrales de musique et de danse pendant les mois d'été.

## Source de la traduction
- (en) Cet article est partiellement ou en totalité issu de l’article de Wikipédia en anglais intitulé « Castillo de Bujalance » (voir la liste des auteurs).